# Lácides Hernández Alvarez
Lácides Hernández Alvarez (* 3. Dezember 1965) ist ein kolumbianischer Theologe, Sozialunternehmer und Friedensstifter.

## Leben
Lácides Hernández Alvarez studierte Theologie an der Universidad Seminario Bíblico de Colombia (Bachelor) und machte einen Master in Management und Organizational Development an der Universidad Pontificia Bolivariana. Er besuchte zahlreiche Fortbildungen, u. a. in Executive Leadership, Leadership Training, Mediation, Restorative Justice, der APAC-Methode, dem Programm Opfer und Täter im Gespräch und Mentoring von Leitern.
Hernández arbeitet seit 1992 bei Confraternidad Carcelaria de Colombia (CCC). Die Mitgliedsorganisation von Prison Fellowship International wurde 1980 gegründet und arbeitet seitdem in den Gefängnissen Kolumbiens, mit Familien von Gefangenen, ehemaligen Gefangenen, mit Personen die in einer verletzbaren Situation sind und mit Opfern und Tätern bewaffneter Konflikte. CCC befürwortet das Prinzip von Restorative Justice und hat als Motto Prävention - Resozialisierung und Begleitung.
Hernández begann als einer der ersten in Kolumbien, Restorative-Justice-Programme zu proklamieren und umzusetzen. Seit 2004 führt er das Programm „Opfer und Täter im Gespräch“ (Sycamore Tree Project) in Gefängnissen und in der Gesellschaft durch. 2013 führte  er das Programm „Dörfer der Versöhnung“, das in Ruanda seit 2003 von Prison Fellowship Ruanda mit Täter und Opfern des Genozids durchgeführt wird, auf kolumbianische Verhältnisse angepasst, auch dort durch. Dabei nehmen Opfer des bewaffneten Konflikts, Ex-Guerillakämpfer und Ex-Paramilitärs an Gesprächsrunden teil und bauen gemeinsam zerstörte Infrastruktur in ihren Dörfern wieder auf.
2011 führte er die APAC-Methode aus Brasilien in Gefängnissen in Medellin ein. Dabei steht der menschliche Wert der Insassen im Mittelpunkt. 
Prison Fellowship Kolumbien ist seit 2001 eine Partnerorganisation des deutschen Vereins Seehaus e.V. und wird von der Hoffnungsträger Stiftung unterstützt.
Tom Koenigs, der ehemalige Sprecher für Menschenrechtspolitik der Bundestagsfraktion der Grünen und Beauftragter des Bundesaußenministers für die Unterstützung des Friedensprozesses in Kolumbien schätzt die „Arbeit von Seehaus e.V. und ihrer Partnerorganisation Prison Fellowship Kolumbien“ als „einen wichtigen Beitrag zum Friedensprozess und zur Versöhnung in Kolumbien“ ein.

## Funktionen
- Präsident von Prison Fellowship Kolumbien
- Präsident der Lateinamerikanischen Konferenz von Prison Fellowship International[8]
- Mitglied des weltweiten Vorstands von Prison Fellowship International[9]
- Mitgründer des Kolumbianischen Instituts für Menschenrechte[10]

## Ehrungen und Auszeichnungen
- 2003 „Verkünder des Friedens“ von der Asociación Internacional de Periodistas y Comunicadores Cristianos ¨ASIPEC¨ im Kongress der Republik Kolumbien[11]
- 2017 Löwenherz der Leonberger gemeinnützigen Organisation Human Projects - gemeinsam mit Friedensnobelpreisträger Michail Gorbatschow, Franz Alt, Eugen Drewermann und Franz Pinztal[12]